# Farná
Farná je obec na Slovensku v okrese Levice v Nitranském kraji. Obec má 1 450 obyvatel a leží na pravém břehu řeky Hron v Dolnohronské nížině, na křižovatce silnic Želiezovce-Nové Zámky a Levice-Štúrovo.

## Historie
První písemná zmínka o obci je z roku 1156, kde se uvádí jako Fornod a patřila do Tekovské župy. V listině z roku 1283 se obec uvádí pod jménem Furnod a do roku 1848 byla součástí Ostřihomského arcibiskupského panství. V současnosti patří obec do okresu Levice v Nitranském kraji.

## Kultura
Kulturně-historickými památkami obce jsou kostely; římskokatolický z roku 1732, reformovaný z roku 1804 a evangelický z roku 1823. V obci je také pomník padlým v roce 1848/49 a v první světové válce.